# 장 뱅상
장 뱅상(프랑스어: Jean Vincent; 1930년 11월 29일, 노르-파-드-칼레 지방 라뵈브리에르 ~ 2013년 8월 13일, 노르망디 지방 생-나제르)은 프랑스의 전 축구 선수이자 감독이다.

## 선수 경력
주로 바깥쪽 좌측 공격수를 맡았던 뱅상은 현역 시절을 유럽 및 국제대회에서 성공리에 마무리하면서, 몇 차례 우승을 거두고, 1958년 월드컵에서는 준결승전까지 올라갔다. 1950년부터 1956년에는 릴에서 활약하면서 1953-54 시즌에 우승을 거두었고, 1952-53 시즌과 1954-55 시즌에는 쿠프 드 프랑스를 우승했다. 1956년에는 스타드 랭스로 이적하여 1956년부터 1964년까지 활약했고, 1957-58 시즌, 1959-60 시즌, 그리고 1961-62 시즌에는 리그를, 1957-58 시즌에는 쿠프 드 프랑스를 우승했다.
그는 프랑스 국가대표팀 경기에 46번 출전하여 22골을 기록했고, 1954년 월드컵과 1958년 월드컵, 그리고 1960년 유러피언 네이션스컵에서 모두 득점을 기록했다.

## 감독 경력
그는 은퇴 후, 캉, 라 쇼-드-퐁, 바스티아, 로리앙, 낭트(1976-77 시즌, 1979-80 시즌 리그 우승, 1978-79 시즌 쿠프 드 프랑스 우승), 카메룬 국가대표팀(1982년 월드컵 참가), 렌, 위다드 카사블랑카, 그리고 튀니지 국가대표팀 감독을 역임했다.
이 중 낭트에서 감독 생활의 전성기를 맞이했는데, 2번 리그를 우승했다. 1982년 월드컵에 카메룬 국가대표팀 감독으로 참가한 그는 토마 은코노와 로제 밀라가 포진한 선수단을 지휘했고, 카메룬은 준수한 경기력으로 3경기를 모두 비겼는데, 다득점에서 밀려 간발의 차이로 2차 조별 리그 진출이 좌절되었다.

## 최후
뱅상은 2013년 8월 13일, 향년 82세로 영면에 들었다.